# Beddgelert
Beddgelert är en community i Storbritannien.   Den ligger i kommunen Gwynedd och riksdelen Wales, i den södra delen av landet, 300 km nordväst om huvudstaden London.
Inom communityn ligger Wales högsta punkt, Snowdon (1 085 m ö.h.).